# Gegants de Barcelona
Els gegants de Barcelona formen part de la imatgeria festiva de la ciutat.

## Història
L'origen dels gegants festius l'hem de cercar en les primeres processons de Corpus. L'any 1424 tenim notícia de la participació d'un primer gegant Goliat a Barcelona. Malgrat aquests inicis documentats dins un context religiós, a poc a poc aquestes figures van anar guanyant un sentit totalment lúdic i festiu.
En el curs del segle xix, els pobles i ciutats descobreixen en els gegants una expressió d'identitat local. Però és a partir del primer «Concurs de gegants nanos i monstros tipichs», organitzat per l'Ajuntament de Barcelona l'any 1902, quan els redescobreixen amb una força capaç d'actuar de símbol fora dels seus termes territorials. Entrat el segle xx, molts dels gegants que havien sobreviscut a la guerra civil van reconvertir la personalitat en la dels reis Catòlics. La represa del Corpus des de l'òptica del nacionalcatolicisme va dur a la creació de nous gegants per a participar en les processons parroquials sota aspecte de reis, fàcilment identificables amb Isabel i Ferran.
Amb l'arribada de la democràcia, moltes poblacions retroben en els gegants els elements d'identitat local i festiva. Es recuperen les figures oblidades i el carrer reconquereix la dimensió festiva. Aquest darrer retrobament amb els gegants marca la diferència de la nova època del món geganter: esdevé un fenomen associatiu important, n'apareixen nous constructors, es recuperen figures oblidades i se'n creen en poblacions sense cap tradició anterior. D'una altra banda, les colles es consoliden com a associacions legalment constituïdes que en molts casos actuen de veritables dinamitzadors de la vida associativa i cultural dels pobles i ciutats.
Amb tot plegat, el fenomen geganter a Barcelona acaba essent un moviment humà de grans dimensions. La Coordinadora de Geganters de Barcelona esdevé una garantia de la pervivència d'aquesta tradició. Són moltes les trobades que se celebren durant l'any en barris i districtes, per bé que la Mercè es destaca en activitats geganteres: la Xambanga, el Matí Gegant, el seguici d'autoritats, la Cavalcada, el Toc a plegar, etc.
En motiu de les Festes de la Mercè del 2023, la ciutat convidada Kíiv va regalar a la ciutat els gegants Olga i Volodímir, que representen els antics prínceps de la capital ucraïnesa. Tanmateix, els gegants construïts a Terrassa i que tenen el seu propi ball, la «Marxa cosaca», no estava previst que es quedessin a la ciutat, sinó que anessin a Kíiv per a formar-hi la primera colla gegantera a la ciutat de l'est de l'Europa com a intercanvi amb Barcelona.

## Llista[calcitació]
| Gegants                                                 | Nom                                 | Construcció                  | Estrena                                                                               | Documentació                 |
| ------------------------------------------------------- | ----------------------------------- | ---------------------------- | ------------------------------------------------------------------------------------- | ---------------------------- |
| Gegants del Pi                                          | Mustafà                             |                              |                                                                                       | primera documentació el 1601 |
| Gegants del Pi                                          | Elisenda                            | primera documentació el 1700 |                                                                                       |                              |
| Gegants de la Ciutat                                    | Jaume I                             |                              |                                                                                       | primera documentació al 1424 |
| Gegants de la Ciutat                                    | Violant d'Hongria                   |                              |                                                                                       | primera documentació al 1424 |
| Gegants de Santa Maria del Mar                          | Rei Salomó                          | 2002                         | 2002                                                                                  | primera documentació el 1602 |
| Gegants de Santa Maria del Mar                          | Reina de Saba                       | 2002                         | 2002                                                                                  | primera documentació el 1602 |
| Gegantons del Pi                                        | Josep Oriol                         |                              | 1858                                                                                  | primera documentació el 1780 |
| Gegantons del Pi                                        | Eulàlia                             |                              | 1858                                                                                  | primera documentació el 1780 |
| Gegant del Nou Camp                                     | Joan Gamper                         |                              | 1997                                                                                  |                              |
| Gegant dels Ferrocarrils de la Generalitat de Catalunya | Trenot                              |                              | 2004                                                                                  |                              |
| Les 3 Xemeneies del Poble Sec                           | Paral·lel                           | 1989                         | 16 d'abril de 1990 a El Molino                                                        |                              |
| Les 3 Xemeneies del Poble Sec                           | Paral·lela                          | 1989                         | 16 d'abril de 1990 a El Molino                                                        |                              |
| Les 3 Xemeneies del Poble Sec                           | Sec                                 | 1989                         | 16 d'abril de 1990 a El Molino                                                        |                              |
| Gegants Vells o de les dues cares de Sarrià             |                                     |                              |                                                                                       |                              |
| Gegants vells de Sants                                  | Bartomeu                            | 1945                         |                                                                                       |                              |
| Gegants vells de Sants                                  | Maria                               | 1945                         |                                                                                       |                              |
| Gegants Vells de la Verneda                             |                                     |                              |                                                                                       |                              |
| Gegants Vells de la Plaça Nova                          | Roc                                 | 1906                         | Diada de Sant Roc 16/08/1906                                                          |                              |
| Gegants Vells de la Plaça Nova                          | Laieta                              | 1906                         | Diada de Sant Roc 16/08/1906                                                          |                              |
| Gegants Nous de la Plaça Nova                           | Roc                                 | 1992                         | Processó del Corpus Barcelona, 21/06/1992. Copia dels Gegants Vells de la Plaça Nova  |                              |
| Gegants Nous de la Plaça Nova                           | Laia                                | 1992                         | Processó del Corpus Barcelona, 21/06/1992. Copia dels Gegants Vells de la Plaça Nova  |                              |
| Gegants Vells de la Casa de Caritat o del Carnestoltes  | Rodanxó                             | 1859                         |                                                                                       |                              |
| Gegants Vells de la Casa de Caritat o del Carnestoltes  | Rodanxona                           | 1859                         |                                                                                       |                              |
| Gegants Reis de la Pedrera                              | Rei Gaudí                           |                              |                                                                                       |                              |
| Gegants Reis de la Pedrera                              | Reina Pedrera                       |                              |                                                                                       |                              |
| Gegants Guerrers de La Pedrera                          | Badalot                             |                              |                                                                                       |                              |
| Gegants Guerrers de La Pedrera                          | Forjat                              |                              |                                                                                       |                              |
| Gegants Nous de Sants                                   | Xava                                | 1986                         | Trobada Gegantera Sants 27/04/1986                                                    |                              |
| Gegants Nous de Sants                                   | Xinxa                               | 1986                         | Trobada Gegantera Sants 27/04/1986                                                    |                              |
| Gegants Nous de la Verneda                              | Martí                               | 1998                         |                                                                                       |                              |
| Gegants Nous de la Verneda                              | Dolça                               | 1998                         |                                                                                       |                              |
| Gegants Nous de la Casa de Caritat o del Corpus         | Hereu                               | 1919                         |                                                                                       |                              |
| Gegants Nous de la Casa de Caritat o del Corpus         | Borda                               | 1919                         |                                                                                       |                              |
| Gegants del Poble Sec                                   | L'Armand de Montjuïc                |                              |                                                                                       |                              |
| Gegants del Poble Sec                                   | La Rosa del Paral·lel               |                              |                                                                                       |                              |
| Gegants del Raval                                       | Lola                                | 1985                         | 1985                                                                                  |                              |
| Gegants del Raval                                       | Ramon                               | 1986                         | 1986                                                                                  |                              |
| Gegants del Poblenou                                    | Bernat                              | 1953                         | Processó del Corpus al Poble Nou 1953                                                 |                              |
| Gegants del Poblenou                                    | Maria                               | 1953                         | Processó del Corpus al Poble Nou 1953                                                 |                              |
| Gegants del Mundo Deportivo                             |                                     |                              |                                                                                       |                              |
| Gegants del Guinardó                                    | Joan el Portuguès                   | 1982                         | Festes Majors del Guinardó 1982                                                       |                              |
| Gegants del Guinardó                                    | Marieta de la Font del Cuento       | 1982                         | Festes Majors del Guinardó 1982                                                       |                              |
| Gegants del Districte de Nou Barris                     | Baró                                | 1985                         | Festa Major de Nou Barris 1985                                                        |                              |
| Gegants del Districte de Nou Barris                     | Trini                               | 1985                         | Festa Major de Nou Barris 1985                                                        |                              |
| Gegants del Districte d'Horta - Guinardó                | Perot Rocaguinarda                  | 1985                         | Festa Major d'Horta 1985                                                              |                              |
| Gegants del Districte d'Horta - Guinardó                | La Bugadera d'Horta                 | 1985                         | Festa Major d'Horta 1985                                                              |                              |
| Gegants del Clot                                        | Ell                                 | 1978                         | Festa Major del Barri del Clot novembre de 1978                                       |                              |
| Gegants del Clot                                        | Ella                                | 1978                         | Festa Major del Barri del Clot novembre de 1978                                       |                              |
| Gegants del Clot                                        | Clotus                              | 1997                         | Festa Major del Barri del Clot novembre de 1997                                       |                              |
| Gegants del Clot                                        | Melis                               | 1997                         | Festa Major del Barri del Clot novembre de 1997                                       |                              |
| Gegants del Casc Antic                                  | Peret el Fanaler                    | 1995                         | Festes del Casc Antic 05/02/1995                                                      |                              |
| Gegants del Casc Antic                                  | Marieta de l'ull viu                | 1995                         | Festes del Casc Antic 05/02/1995                                                      |                              |
| Gegants del Barri de Sant Antoni                        | Tonet                               |                              |                                                                                       |                              |
| Gegants del Barri de Sant Antoni                        | Rita                                |                              |                                                                                       |                              |
| Gegants de Sarrià                                       | Gervasi                             |                              |                                                                                       |                              |
| Gegants de Sarrià                                       | Laieta                              |                              |                                                                                       |                              |
| Gegants de Sant Pere de les Puel·les                    | Pere II el Gran                     |                              |                                                                                       |                              |
| Gegants de Sant Pere de les Puel·les                    | Constança de Sicília                |                              |                                                                                       |                              |
| Gegants de Sant Josep de Calassanç                      | Quintí                              | 1982                         |                                                                                       |                              |
| Gegants de Sant Josep de Calassanç                      | Peguera                             | 1982                         |                                                                                       |                              |
| Gegants de Sant Jaume                                   | Ferran                              | 2010                         | 2010                                                                                  |                              |
| Gegants de Sant Jaume                                   | Mercè                               | 2008                         | 2009                                                                                  |                              |
| Gegants de Sant Andreu                                  | Andreu                              | 1982                         | Festa Major de Sant Andreu de Palomar 1982                                            |                              |
| Gegants de Sant Andreu                                  | Colometa                            | 1982                         | Festa Major de Sant Andreu de Palomar 1982                                            |                              |
| Gegants de les Corts                                    | Jaume II "el Just"                  | 1987                         | 1987                                                                                  |                              |
| Gegants de les Corts                                    | Elisenda de Montcada                | 1988                         | 1988                                                                                  |                              |
| Gegants de les Colonies Jordi Turull                    | Tano                                | 1980                         | 1981                                                                                  |                              |
| Gegants de les Colonies Jordi Turull                    | Estiveta                            | 1981                         | 1981                                                                                  |                              |
| Gegants de les Caramelles de la Mare de Déu del Coll    | Jordi el Cavaller de Vallcarca      |                              | 1984                                                                                  |                              |
| Gegants de les Caramelles de la Mare de Déu del Coll    | Maria la princesa del Coll          |                              | 1984                                                                                  |                              |
| Gegants de la Sagrada Família                           | Pere l'home dels coloms             | 1988                         | 1988                                                                                  |                              |
| Gegants de la Sagrada Família                           | Pepa la peixatera                   | 1988                         | 1988                                                                                  |                              |
| Gegants de la Marina                                    | Magí                                | 1989                         | 1989                                                                                  |                              |
| Gegants de la Marina                                    | Quimeta                             | 1989                         | 1989                                                                                  |                              |
| Gegants de la Comparsa Visca Picasso!                   | Arlequí                             |                              | Festes de la Mercè de 1981 Actes de celebració del Centenari del naixement de Picasso |                              |
| Gegants de la Comparsa Visca Picasso!                   | Menina                              |                              | Festes de la Mercè de 1981 Actes de celebració del Centenari del naixement de Picasso |                              |
| Gegants de la Barceloneta                               | Pep Barceló                         |                              | 29 de setembre de 1991 Festes de Sant Miquel a la Barceloneta                         |                              |
| Gegants de la Barceloneta                               | Maria la Neta                       |                              | 29 de setembre de 1991 Festes de Sant Miquel a la Barceloneta                         |                              |
| Gegants de Gràcia                                       | Pau                                 |                              | 1982                                                                                  |                              |
| Gegants de Gràcia                                       | Llibertat                           |                              | 1982                                                                                  |                              |
| Gegants Coloms de Sant Andreu de Palomar                | Colom                               |                              | 26 de novembre de 1989 Festa Major de Sant Andreu de Palomar                          |                              |
| Gegants Coloms de Sant Andreu de Palomar                | Coloma                              |                              | 26 de novembre de 1989 Festa Major de Sant Andreu de Palomar                          |                              |
| Geganta de la Sagrera                                   | Sagrerina                           |                              | 2003                                                                                  |                              |
| Gegant Hipòlit del Casc Antic                           | Hipòlit                             |                              | 1984                                                                                  |                              |
| Gegants del Tricentenari i Sant Jordi                   | Josep Galceran de Pinós i Rocabertí | 2013                         | 2013                                                                                  |                              |
| Gegants del Tricentenari i Sant Jordi                   | Agustina d'Urríes i de Gurrea       | 2014                         | 2014                                                                                  |                              |
| Gegantons Gentilhomes de Barcelona                      | Màrius de Sant Joan                 |                              |                                                                                       |                              |
| Gegantons Gentilhomes de Barcelona                      | Roger de Sant Marc                  |                              |                                                                                       |                              |
| Gegants i gegantons del Poble Espanyol                  |                                     |                              |                                                                                       |                              |
| Gegants de Navas                                        |                                     |                              |                                                                                       |                              |
| Gegantons del Carrer Monterols                          |                                     |                              |                                                                                       |                              |
| Gegantó del Putxet                                      |                                     |                              |                                                                                       |                              |
| Gegant de Baró de Viver                                 |                                     |                              |                                                                                       |                              |
| Gegant de Montbau                                       | Justina Cebrià                      |                              |                                                                                       |                              |
| Gegants de Sant Medir                                   |                                     |                              |                                                                                       |                              |
| Gegants de la Parròquia Jesús, Maria i Josep            |                                     |                              |                                                                                       |                              |
| Gegants de la Unió General de Treballadors              |                                     |                              |                                                                                       |                              |
| Gegantons de la Roda d'Espectacles al Carrer            |                                     |                              |                                                                                       |                              |
| Gegants del Carrer Sardenya                             |                                     |                              |                                                                                       |                              |
| Gegant de Vallvidrera                                   |                                     |                              |                                                                                       |                              |
| Gegantons del Centre Parroquial Les Planes              |                                     |                              |                                                                                       |                              |
| Gegantó de Pans & Company                               |                                     |                              |                                                                                       |                              |
| Geganta de la Taxonera                                  |                                     |                              |                                                                                       |                              |
| Gegant del Restaurant "El Mussol"                       |                                     |                              |                                                                                       |                              |